# Allosauroidea
Allosauroidea là một siêu họ hay nhánh các loài khủng long chân thú chứa bốn họ - họ Metriacanthosauridae, Allosauridae, Carcharodontosauridae và Neovenatoridae. Loài khủng long trong nhóm này được biết đến nhiều nhất, Shidaisaurus jinae, đã hiện diện ở thời trung cổ Jura (có lẽ là giai đoạn Bajocia) của Trung Quốc. Những thành viên cuối cùng được biết đến cuối cùng của nhóm đã chết khoảng 93 triệu năm trước tại Châu Á (Shaochilong) và Nam Mỹ (Mapusaurus), mặc dù megaraptora, bao gồm cả Orkoraptor cuối thời kỳ cuối kỉ Phấn Trắng, có thể thuộc về Cả nhóm. Thêm vào đó, nhưng có tính phân rã cao, vẫn có thể thuộc carcharodontosauridae đã được tìm thấy từ biên giới Campanian-Maastricht (70-66 Ma trước) ở Brazil. Allosauroidae có sọ hẹp dài, hốc mắt lớn, tay có ba ngón và thường có "các sừng" hay mào trang sức ở trên đầu. Nhóm allosauroidae được người ta biết đến nhiều nhất là chi Allosaurus Bắc Mỹ.